# Piotr Bania
‎Piotr Bania, poljski nogometaš in lokostrelec, * 6. februar 1973.
V svoji nogometni karieri je igral za klube  Kabla Kraków, Hutnik Kraków, Proszowianka Proszowice, Sandecja Nowy Sącz, Družstevník Plavnica in Cracovia Kraków. V sezoni 2003/04 se je začel ukvarjati tudi z lokostrelstvom in postal prvak lokostrelske druge lige.